# Philippe Comar
Pour les articles homonymes, voir Comar.
Philippe Comar (né à Boulogne-Billancourt en 1955) est un plasticien français, scénographe, commissaire d'expositions et écrivain. 

Il a été professeur de dessin et de morphologie à l'École nationale supérieure des beaux-arts (Ensba) de Paris de 1979 à 2018.

## Œuvres

### Expositions et scénographies
Les œuvres de Philippe Comar ont été exposées au Centre Georges Pompidou (« Nouvelles acquisitions du Musée national d'art moderne » en 1981 ; « In Situ, 12 artistes pour les Galeries contemporaines » en 1982, « Daniel Cordier, Le regard d’un amateur » en 1989) ; à la Biennale de Venise (« Arte e scienza » en 1986) ; à la Cité des Sciences et de l'Industrie à Paris (« Art et Maths », en 1987), au Műcsarnok-Kunsthalle à Budapest (« Perspective Exhibition » en 1999) ; Au Musée des Arts et métiers (« Visites dessinées » en 2007); au Museu Picasso à Barcelone (« Oblidant Velázquez » en 2008); à l'Abbaye royale de Saint-Riquier (« Anima-Animal » en 2015); au Musée de Vence (« À la lumière de Matisse » en 2017); à la Villa Tamaris Centre d'Art (« Dessin contre nature » en 2018); au Musée muséum départemental des Hautes-Alpes à Gap (« Dessins » en 2018); à la Villa Tamaris (« L'Image en morceaux » en 2018); à l'Abbaye de Boscodon, Hautes-Alpes (« D'où le paysage nous regarde » en 2019); à La Fabrique Centre d'Art, Montreuil (« Leçon de choses », 2023).
Ses œuvres figurent dans les collections du MNAM et du Fonds national d'art contemporain (FNAC).

### Conception et commissariat
Philippe Comar est le concepteur de l’exposition « Sténopé », consacrée à la perspective, présentée depuis 1987 à la Cité des sciences de la Villette.
Il a également participé à la conception et/ou au catalogue de grandes expositions thématiques traitant du corps et de sa représentation, telles que « L'Âme au corps, art et science », « Identité et Altérité », « L'Art du nu au XIXe siècle », « Mélancolie, génie et folie en Occident », « L'Homme-paysage », « L'Homme nouveau, portrait des années 30 », « Lucian Freud, l'atelier». « Masculin, masculin ». « Marcel Duchamp, la peinture même  », « Art brut, collection abcd, Bruno Decharme ». « Pierre Bonnard, peintre de l'Arcadie ». « Des vices et des vertus en art ». « Les Origines du monde » (Musée d'Orsay, 2021). « Inferno » (Scuderie del Quirinale, Rome, 2021).
Il a été commissaire général de l'exposition « Figures du corps, une leçon d'anatomie »  à l'École des beaux-arts »; et, sous la direction de Jean Clair et de Robert Badinter, commissaire scientifique de l'exposition « Crime et châtiment ». Il aussi été conseiller scientifique de l'exposition « Sigmund Freud, du regard à l'écoute » au Musée d'Art et d'Histoire du judaïsme, co-commissaire de l'exposition « Sublimi anatomie » au Palazzo delle Esposzioni à Rome, en 2019, et co-commissaire (avec Véronique Carpiaux) de l'exposition « L'Album du diable, les tentations de Félicien Rops », au musée Félicien Rops à Namur, en 2024.

### Danse
En 1999, Philippe Comar a réalisé la scénographie du ballet Orison de Pierre Darde, à l’Opéra national de Paris (Palais Garnier).

### Écrits
- La perspective en jeu : Les dessous de l'image, coll. « Découvertes Gallimard / Arts » (no 138), Paris, Gallimard, 1992.
- Les Images du corps, coll. « Découvertes Gallimard / Arts » (no 185), Paris, Gallimard, 1993 (traduit en anglais, russe, coréen).
- Mémoires de mon crâne, René Descartes, Paris, Gallimard, coll. "L'un et l'autre", 1997[18].
- Obscénités, photographies interdites d’Auguste Belloc (avec Sylvie Aubenas), Paris, Albin Michel, 2001.
- Les Dunes d’Ambleteuse (roman), Paris, Arléa, 2004.
- Figures du corps, une leçon d'anatomie à l'école des beaux-arts, Paris, Ensba, 2008 (sous la direction de Philippe Comar ; prix Bernier 2008) ; format poche, Ensba, 2009.
- Lucian Freud, peintre de la nudité, coll. « Découvertes Gallimard Hors série », Paris, Gallimard, 2010.
- L'Homme nu, coll. « Découvertes Gallimard Hors série », Paris, Gallimard-Musée d'Orsay, 2013.
- Cache-sexe, le désaveu du sexe dans l'art (avec Sylvie Aubenas), Paris, La Martinière, 2014.
- Faites à peindre - Sade, Darwin, Courbet, Paris, L'Echoppe, 2014.
- Peau de femme (roman), Paris, Gallimard, coll. "Blanche", 2015.
- Des urinoirs dans l'art... avant Marcel Duchamp, Paris, Editions Beaux-Arts de Paris, 2017.
- Dessins contre nature (préface Evelyne Artaud), Paris, Editions Tohu-Bohu, 2018[19],[20].
- Voir & regarder l'art (avec Nicolas Guilbert, préface Cécile Guilbert), Paris, Editions Herscher, 2021.  (ISBN 978-2-7335-0417-8)
- De la tyrannie du cartel, Paris, L’échoppe, 2022.  (ISBN 978-2-8406-8329-2)
- Ventre (avec cinq dessins de Dany Danino), Éditions Fata Moragna, 2022.  (ISBN 978-2-37792-121-8)
- Premiers traits, mémoires d'un dessinateur (préface Stéphane Guégan), L'Atelier contemporain, 2023.  (ISBN 978-2-85035-148-8)
- Langue d'or (roman), Paris, Gallimard, 2024 [21],[22] (ISBN 978-2-07-307039-5)
- Un cri derrière la porte (avec cinq monotypes d’Édith Dufaux), Éditions Fata Morgana, 2025[23].  (ISBN 978-2-37792-162-1)

Textes divers
- « Les Ménines », Opus international, n°83, décembre 1981 / janvier 1982.
- « Les Chaînes de l’art », L’Âme au corps, RMN, Gallimard / Electa, 1993.
- « Le bocal et le vase », Le Moule à gaufres, n°12, éditions Méréal, 1995.
- « Il Corpo fuori di sé », Identita e alterita, Biennale di Venezia / Marsilio, 1995.
- « Un’identita su misura », Identita e alterita, Biennale di Venezia / Marsilio, 1995.
- « Jupon blanc et manteau noir », L’Art du nu au XIXe siècle, BnF, Hazan, 1997.
- « Le Ventre retourné », Le fait de l’analyse, n°5 : les Organes, Autrement, 1998.
- « La Scénographie », Darde / Balanchine / Kylián, Paris, Opéra national de Paris, 1999.
- « Cabinet privé », Penser / Rêver, n°4 : les Érotomanes, Mercure de France, 2004.
- « Fertile Anatomie », L’Homme paysage, Palais des Beaux-Arts de Lille, Somogy, 2006.
- « Les Machines », Visites dessinées, Paris, Ensba / Conservatoire national des Arts et Métiers, 2007.
- « Un Maître de la synthèse », Nouvel Observateur, hors-série Léonard de Vinci, Paris, 2008.
- « Le Cristal et la boue », Les Années 1930, Fabrique de l’Homme nouveau, Gallimard, 2008.
- « La Scène du crime », Crime et châtiment, Musée d’Orsay / Gallimard, 2010.
- « La Science du crime », T.D.C., n° 992, Paris, mars 2010.
- « Gueule d’assassin », Figaro-Beaux-Arts magazine, hors-série, Paris, mars 2010.
- « L’Atelier clandestin », Lucian Freud, l’atelier, Centre Georges Pompidou, 2010.
- « La Peinture nue », Lucian Freud, l'atelier, Connaissance des arts, hors série, n° 442, 2010.
- « Circulez, il n’y rien à voir », Crime et Folie, Les cahiers de la NRF, Gallimard, 2011.
- « Une anatomie républicaine », dans Christophe Degueurce, Corps de papier, l'anatomie en papier mâché du Dr Auzoux, La Martinière, 2012.
- « A la place de l'animal », Antoine-Louis Barye, le Michel-Ange de la Ménagerie, Ensba, 2013.
- « Nu masculin : figure de l'idéal », Masculin-Masculin, Musée d'Orsay-Flammarion, 2013.
- « Rigueur et vigueur », Masculin-Masculin, Connaissance des arts, hors série, n° 602, 2013.
- « Femina ex machina : anatomie d'une machine désirante », Marcel Duchamp, la peinture, même, Centre Pompidou, 2014.
- « Art et archétypes », Art brut, collection abcd, Bruno Decharme, Paris, Flammarion, 2014.
- « Marthe nue », Pierre Bonnard, peindre l'Arcadie, Musée d'Orsay-Hazan, 2015.
- « Désordre et destin », préface du catalogue de l'exposition Dany Danino, Namur, Musée Félicien Rops, 2016.
- « Questions sur Hergé », Dossier pédagogique de l’exposition Hergé, Paris, Grand-Palais, 2016.
- « Du vice et de la vertu en art », Vices et vertus, Stichting Kunstboek, Namur, 2017.
- « Les Cannes blanches », A la lumière de Matisse, Musée de Vence, Paris, Editions Tohu-bohu, 2017.
- « De l'écriture en peinture », Artpress2, n° 49 "Art & Graphisme", août/sept/oct. 2018.
- « Des figures désaxées », Egon Schiele, Connaissance des arts, hors série, n° 834, 2018.
- « Jouissances esthétiques », Sigmund Freud, Connaissance des arts, hors série, n° 836, 2018.
- « La Ruse des images », Freud, du regard à l'écoute, Paris, Mahj / Gallimard, 2018.
- « La Plume et le bistouri », Blocs opératoires - Christelle Téa, Paris, Editions Hoosh, 2019.
- « Freud, du regard à l'écoute », Savoirs et cliniques, revue de psychanalyse, Paris, Editions Erès, n° 25, 2019.
- « De l’anatomie considérée comme un des beaux-arts », Paradigm of Academy - French academic art in the 17th-19th centuries, Shanghai, Ed. Shanghai Museum, 2020.  (ISBN 978-7-5586-1494-1)
- « Miroir mortifère des origines », Les Origines du monde, l’invention de la nature au XIXe siècle, Paris, Musée d’Orsay / Gallimard, 2020.
- « Abécédaire », Les Origines du monde, (sous la dir. de Laura Bossi), Paris, Musée d’Orsay / Gallimard, 2020.
- « Le Siècle de Darwin, ou la fin des canons esthétiques », Les Origines du monde, Dossier de l’art, n° 284, janvier 2021.
- « Sous le soleil noir de la mélancolie, à propos de l’œuvre d’Hélène Mugot », Ligéia - dossiers de l’art, Paris, n° 185-188, 2021.
- « Hercule et Omphale à l'époque de Darwin », colloque Cultures physiques / Cultures visuelles, INHA, 2021. DOI 10.4000/apparences.2780
- « Chantier interdit au public », Michel Nedjar - Filiations, Paris, Editions Liénart, 2021.
- « L’inferno della psiche », Inferno, (sous la dir. de Jean Clair), Rome, Scuderie del Quirinale / Electa, 2021.
- « Inferno », Artpress, n° 495, janvier 2022.
- « Léonard de Vinci, une invention du XIXe siècle », Léonard de Vinci, Le corps à la croisée des sciences et de l’art, Paris, L’Harmattan, 2022.
- « The Macabre Altar », Frederik Ruysch and His Thesaurus Anatomicus (sous la dir. de Joanna Ebenstein), Cambridge, MIT Press, 2022.
- « Le musée Dupuytren sous l’œil des artistes », in Dupuytren, le musée des maladies, Paris, Sorbonne Université Presses, 2023.
- « Le Scalpel et le crayon », Paul Richer, un neurologue professeur à l’École des beaux-arts (préface), Olivier Walusinski, Brou, Oscitatio, 2023.
- « L’Éphéméride anatomique », Luboš Plný, body Language, Paris, Galerie Christian Berst, 2023.
- « La Fleur du sexe », Flower Power, Giverny, Musée des impressionnismes / RMN, 2023.
- « La Nature rêve de ressembler à un dessin », Joann Sfar, la vie dessinée, Paris, Dargaud / Mahj, 2023.
- « Un modèle à la dérive, Darwin et Haeckel aux Beaux-Arts de Paris », Haeckel et les Français, Paris, Gallimard, 2024.
- « La Beauté du Mal », L'Album du Diable, les tentations de Félicien Rops, Namur / Gand, Musée Félicien Rops / Snoeck, 2024.